# Orobinec širokolistý
Orobinec širokolistý nebo někdy také orobinec širolistý (Typha latifolia) je druh jednoděložné rostliny z čeledi orobincovité.

## Popis
Jedná se o vytrvalou, cca 1-2,5 m vysokou rostlinu s oddenkem. Listy jsou jednoduché, střídavé, přisedlé, uspořádané do 2 řad. Čepele jsou celistvé, čárkovité se souběžnou žilnatinou, asi 0,8–2 cm široké (tedy širší než u orobince úzkolistého), často jsou trochu sivozelené. 
Květy jsou v květenstvích, hustých tlustých klasech složených z mnoha květů, někdy se tento typ květenství nazývá palice. Jedná se o jednodomé rostliny, květy jsou jednopohlavné, oddělené do zvláštních částí květenství, dole jsou samičí, nahoře samčí. Jsou to 2 oddělené palice, samičí a samčí, umístěné těsně za sebou. Mezi palicemi je jen malá mezera, nejvýše 2,5 cm, tím se liší od orobince úzkolistého, u kterého je mezi palicemi mezera cca 3–8 cm. Samičí a samčí palice je přibližně stejně dlouhá (podobný orobinec stříbrošedý má samčí palici poloviční až třetinovou oproti samičí). Okvětí je zakrnělé, v podobě laločnatých a vidlicovitých chlupů, uspořádaných do nepravidelných přeslenů. Samčí květy obsahují 3 tyčinky, vzácněji 1-5 tyčinek, nitky jsou na bázi v různé délce srostlé. Pyl se šíří pomocí větru. V samičích květech je gyneceum složené z jednoho plodolistu (monomerické). Semeník je svrchní. 
Plod je suchý, pukavý, jedná se o měchýřek, který je však velmi drobný a před puknutím vypadá jako nažka. Plody se šíří pomocí větru, létací aparát jsou chlupy okvětí. Samičí palice orobince širolistého jsou za plodu hnědé barvy, protože chlupy v květech nepřesahují blizny. Plodenství připomíná doutník, podle kterého nesou lidový název.

## Rozšíření ve světě

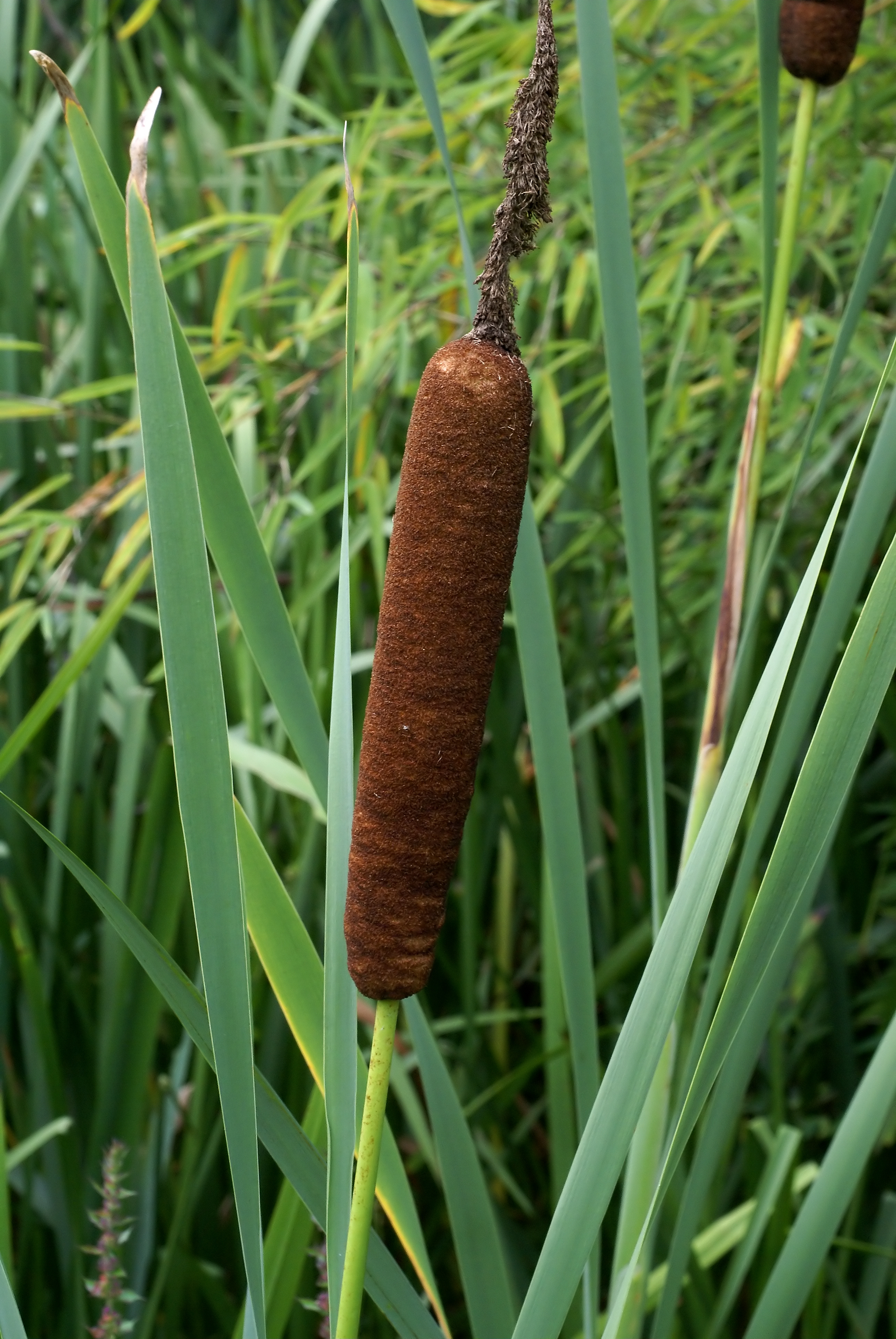
Detail květenství

Orobinec širolistý má rozsáhlý areál, roste Evropě a Asii, v jihovýchodní části Asie a v Austrálii je však nahrazen blízce příbuzným druhem Typha orientalis. Dále roste v Severní Americe a v Mexiku a v některých částech Afriky.

## Rozšíření v Česku
V ČR to je hojný druh rozšířený od nížin do podhůří, ve vyšších horských polohách zpravidla chybí. Je to vodní rostlina, často tvořící monocenózy, společenstvo as. Typhaetum latifoliae ze sv. Phragmition communis.